# 루모이역
루모이역(일본어: 留萌駅)은 일본 홋카이도 루모이시에 위치한 홋카이도 여객철도 루모이 본선의 철도역이다. 상대식 승강장 2면 2선의 구조를 갖춘 지상역이다.

## 이용 현황
| 승차 인원 추이 | 승차 인원 추이 |
| 연도           | 1일 평균       |
| -------------- | -------------- |
| 1997           | 176            |
| 1998           | 180            |
| 1999           | 164            |
| 2000           | 158            |
| 2001           | 138            |
| 2002           | 132            |
| 2003           | 109            |
| 2004           | 107            |
| 2005           | 101            |
| 2006           | 94             |
| 2007           | 90             |
| 2008           | 88             |
| 2009           | 86             |
| 2010           | 89             |
| 2011           | 83             |

## 역 주변
- 루모이 시청
- 루모이 진흥국 청사
- 호쿠요 은행 · 홋카이도 은행 · 홋카이도 신용금고 루모이 지점
- 루모이 신용금고 본점
- 국도 제231호선 · 국도 제232호선 · 국도 제233호선

## 역사
- 1910년 11월 23일 : 일본국유철도 루모이 선의 루모이역(留萠, 일반역)으로서 개업. 루모이 기관고 설치.
- 1912년 4월 6일 : 루모이 기관고가 아사히카와 기관고의 분고로 되다.
- 1917년 6월 1일 : 아사히카와 기관고 루모이 분고 폐지.
- 1921년 11월 5일 : 루모이 선이 마시케역까지 개통.
- 1927년 10월 25일 : 루모이 선의 지선(후의 하보로 선)이 오토도 역까지 개통. 당시는 히가시루모이 신호장으로부터 분기하고 있다.
- 1930년 12월 1일 : 루모이 철도 임항선이 니시루모이 역까지 개통.
- 1932년
  - 루모이 항 남안 및 북안에 각각 적탄장 및 육상 고가 부두가 설치되었다. 또한 남안에 선적용 적화기가 설치되었다. 각각 적탄장에 임항선이 접속
  - 12월 1일 : 임항선이 기타루모이 역까지 개통.
- 1934년 9월 30일 : 임항선이 가리코탄하 역까지 개통.
- 1941년
  - 10월 1일 : 루모이 철도 임항선이 국유화되어, 이 역의 구내 측선 취급으로 한다.
  - 12월 9일 : 구내 배선 개량 완성, 하보로 선이 오와다 근처의 히가시루모이 신호장으로부터 분기하고 있던 것을 구내 분기로 변경(히가시루모이 신호장 폐지). 동시에 하보로 선의 4 · 5번 승강장 신설.
  - 12월 18일 : 데시오 철도선(후의 데시오 탄광 철도선) 개통.
- 1960년 : 북안의 적탄장에 선적용 적화기가 설치되었다.
- 1967년
  - 7월 31일 : 데시오 탄광 철도선 폐지.
  - 역사 개축, 현재의 건물로 되다.
- 1969년 : 루모이 항만 시오미 지구에 석유 배분기지 개설. 하보로 선에서 분기하는 전용선 부설 운용개시.
- 1970년 3월 1일 : 보조 컨테이너 기지 설치.
- 1987년
  - 3월 30일 : 일본국유철도 하보로 선이 폐지.
  - 4월 1일 : 일본국유철도 분할 민영화에 의해, 홋카이도 여객철도가 승계.
- 1997년 4월 1일 : 한자 표기 변경(留萠→留萌).
- 1999년 3월 31일 : 일본화물철도의 역이 폐지.
- 2004년
  - 창구 영업 시간 단축.
  - 10월 24일 : 역사 2층에 커뮤니티 방송국 FM 모에루가 개국.
- 2008년 10월 1일 : 키오스크 폐점.
- 2010년 4월 1일 : 열차의 발착 멜로디로서 '석양'을 사용 개시.
- 2016년 12월 5일 : 루모이 본선의 일부 구간 폐지로 종착역이 됨.
- 2023년 4월 1일: 루모이 본선의 일부 구간 폐지(이시카리누마타-루모이)로 폐역.

## 인접 역
| 홋카이도 여객철도 루모이 본선 | 홋카이도 여객철도 루모이 본선 | 홋카이도 여객철도 루모이 본선 |
| ----------------------------- | ----------------------------- | ----------------------------- |
| 오와다 후카가와 방면          | 루모이 본선                   | 시·종착역                     |